# Djakov Milan Milićević
Djakov Milan Milićević, född 1831, död 1908, var en serbisk historiker och etnograf. 
En tid var han sekreterare i undervisningsministeriet i Belgrad, där han år 1884 blev kanslichef, år 1886 direktör för serbiska nationalbiblioteket och 1896 president i Serbiska akademien. Hans förnämsta arbete är "Knezevina Srbija (Furstendömet Serbien; 1876)", som innehåller ett rikt geografiskt, historiskt och etnografiskt material och fick en fortsättning i "Kraljevina S. (Konungariket Serbien; 1884)". 
Bland hans etnografiska och historiska studier kan "Pregled zadruznog stanja srba seljaka (Översikt av det serbiska bondeståndets familjekommun och byalag)", "Zivot srba seljaka (Den serbiske bondens liv)" samt biografier nämnas.